# Cora Ratto de Sadosky
Pour les articles homonymes, voir Sadosky.
Cora Ratto de Sadosky née le 3 janvier 1912 en Argentine et morte le 2 janvier 1981 est une mathématicienne et militante des droits de l'homme et des droits des femmes argentine. 

## Biographie
Cora  Eloísa Ratto naît dans une famille d'origine italienne, dans les années 1930 ; elle obtient une licence de mathématiques à l'université de Buenos Aires. Vers la fin de ses études, elle fait partie des personnes à la tête de la Fédération universitaire d'Argentine. Fortement engagée dans la lutte contre le nazisme et le fascisme, elle soutient activement les républicains lors de guerre civile d'Espagne en organisant l'aide aux victimes et dénonce le rôle des États-Unis et de la Grande-Bretagne dans la guerre du Chaco,.
En 1937 elle épouse un mathématicien argentin, Manuel Sadosky, avec qui elle a une fille en 1940, Cora Sadosky, qui deviendra à son tour mathématicienne et militera pour la présence des femmes dans la profession au sein de l'Association for Women in Mathematics.
En 1941, lors de l'invasion allemande l'Union soviétique, elle fonde avec Maria Rosa Oliver (en) la Junta de la Victoria, une organisation féministe antifasciste dont elle devient secrétaire générale, aux côtés de sa présidente la philanthrope Schlieper de Martínez Guerrero,. Cette organisation argentine, dont le but est de venir en aide aux alliés, rassemble en 1943 près de 45.000 adhérents hommes et femmes confondus. En sus de cette aide, elle joue un rôle structurant dans l'organisation des femmes, en leur permettant de s'inscrire dans l'arène politique, juste avant l'obtention du droit de vote féminin en Argentine en 1947.